# 詹姆斯敦鎮區 (北卡羅萊納州吉爾福德縣)
詹姆斯敦鎮區（英語：Jamestown Township）是位於美國北卡羅萊納州吉爾福德縣的一個鎮區。

## 地方資料
詹姆斯敦鎮區的面積為79.77平方千米，皆為陸地。根據2020年美國人口普查的數據，當地共有人口13500人，而人口密度為每平方千米169.24人。